# Johann Valentin Andreae
Johann Valentin Andreæ, ou Johannes Valentinus Andreæ, ou Johannes Valentinus Andreä (né le 17 août 1586 et mort le 27 juin 1654) est un théologien allemand, qui serait l'auteur du livre Chymische Hochzeit Christiani Rosenkreutz anno 1459 (Les Noces Chymiques de Christian Rosenkreutz) paru en 1616 à Strasbourg. 
Avec la Fama Fraternitatis et la Confessio Fraternitatis, ce livre compte parmi les trois qui ont fait connaître l'existence de la fraternité des Rose-Croix au public.

## Biographie
Andreæ étudia au séminaire de Tubingen. Il acquit une rare culture dans les langues anciennes et modernes, les mathématiques, les sciences naturelles, l'histoire, la géographie, la généalogie et la théologie. Il laissa une œuvre considérable.
C'était également un cavalier accompli. Il subit l'influence de Johann Arndt (1555-1621), grand prédicateur mystique, et de ses amis Tobias Hess (1568-1614), Christophe Besold et Wilhelm Wense, dont la vie voulait être une imitation de Jésus-Christ et qui formaient ensemble un cercle influent, dit Cénacle de Tübingen.
Ces supposés « Rose-Croix », ou inspirateurs du rosicrucianisme, prêchaient, contre le dogmatisme et le ritualisme de l'Église, la nécessité d'une vie toute d'esprit et d'amour, la droiture, la lutte contre les tendances mauvaises, l'intégrité de l'esprit, l'austérité des mœurs, la charité, la justice, affirmant que seule une vie sainte permet l'entrée dans le cœur humain du Saint-Esprit qui unit l'homme à Dieu et lui confère ses dons.

## Œuvres
- Gesammelte Schriften, Stuttgart, 1995 sq., 20 vol.

L'œuvre majeure qui lui est attribuée s'intitule : Les Noces Chymiques de Christian Rosenkreutz en l'an 1459 (vers 1603-1605, 1re éd. 1616), trad. Serge Hutin, éditions du Prisme, 1973, 165 p. ; trad. Bernard Gorceix, La Bible des Rose-Croix, PUF, 1970. En 1619, il fait éditer chez Johan Thiemen le Practica Leonis Viridis avec comme sous titre : Der rechte und wahre fusteig zu dem koniglichen chymischen hochzeit saal F.R.C. (le juste et véritable sentier d’accès à la salle des Noces Chymiques Royales F. R. C.). Il avait annoncé cet ouvrage page 23 des Noces Chymiques (promissum autoris). Il y dévoile le symbolisme alchimique et mystique des Noces Chymiques. Traduction française 2017.
Il a contribué aux autres manifestes rosicruciens : La Fama Fraternitatis du vénérable Ordre de la Rose-Croix (1614), Confessio fraternitatis (1615, en all. avec trad. latine). Trad. Bernard Gorceix, La Bible des Rose-Croix, PUF, 1970. 
Œuvres en ligne  :
- Les Noces chymiques, traduction Auriger, 1928. (sur Wikisource)
- Fama fraternitatis.
- Confessio fraternitatis.

- Œuvres écrites en latin :
  - Collectaneorum Mathematicorum, Cellius, Tübingen, 1614.
  - Doctrinæ Christianæ Summa, Cellius, Tübingen, 1614.
  - Ein Geistlich Gemäld, Werlin, Tübingen, 1615.
  - Epistolo ad Illustrem ac Reverendam Fraternitatem Rosæ Crucis, Bringer, Frankfurt a. M., 1615.
  - Herculis Christiani Luctæ, Zetzner, Straßburg, 1615.
  - Confessio Fraternitatis R.C., Wessel, Kassel, 1615.
  - De Christiani Cos moxeni Genitura Iudicium, Foillet, Montbéliard, 1615.
  - Theca Gladii Spiritus, Zetzner und Scher, Straßburg, 1616.
  - Chymische Hochzeit Christiani Rosencreutz Anno 1459, Zetzer und Scher, Straßburg, 1616 (Digitalisat und Volltext im Deutschen Textarchiv, MDZ: Bilddigitalisate).
  - Turbo. Sive Moleste et Frusta Per Cuncta Divagans Ingenium, Straßburg, 1616.
  - Invitatio Fraternitatis Christi Ad Sacri Amoris Candidatos, Zetzner und Scher, Straßburg, 1617.
  - Peregrini In Patria Errores, Zetzner, Straßburg, 1618.
  - Invitationis Ad Fraternitatem Christi Pars 2: Paraenetica, Zetzner, Straßburg, 1618.
  - Veri Christianismi Solidaeque Philosophiae Libertas, Zetzner, Straßburg, 1618.
  - Menippus Sive Dialogorum Satyricorum Centuria, Straßburg, 1617.
  - Turris Babel Sive Iudiciorum de Fraternitate Rosaceae Crucis Chaos, Zetzner, Straßburg, 1619.
  - Reipublicae Christianopolitanae Descriptio, Zetzner, Straßburg, 1619.
  - Mythologiae Christianae sive Virtutum & vitiorum vitae humanae imaginum. Libri Tres, Zetzner, Straßburg, 1619.
  - Memorialia, Benevolentium Honori, Amori Et Condolentiae data, Zetzner, Straßburg, 1619.
  - De Curiositatis Pernicie Syntagma Ad singularitatis Studiosos, Rößlin, Stuttgart, 1620.
  - Fama Andreana Reflorescens, Sive Jacobi Andreae Waiblingensis Theol. Doctoris, Repp, Straßburg, 1630.
  - Opuscula aliquot De Restitutione Reipub: Christianae In Germania, Endtner, Nürnberg, 1633.
  - In Bene Meritos Gratuido, Zetzner, Straßburg, 1633.
  - Threni Calvenses Quibus Urbis Calvae Wirtembergica Bustum, Zetzner, Straßburg, 1635.
  - Synopsis Chronologiae Sacrae, Michaelis Maestlini Quondam Mathematici Tubingensis celeberrimi. Cum harmonia Vitae Jesu Christi, Stern, Lüneburg, 1642.
  - Rei Christianae Et Literariae Subsidia, Brunn, Tübingen 1642.
  - Amicorum Singularium Clarissimorum Funera, Stern, Lüneburg, 1643.
  - Augustus Principis Exemplum, Stern, Lüneburg, 1644.
  - Johannis Sauberti Theologi, Umbra, Kautt, Stuttgart, 1647.
  - Theophilus, Sive de Christiana Religione sanctius colenda, Vita temperantius instituenda, Et Literatura rationabilius docenda Consilium, Kautt, Stuttgart, 1649.
  - Seleniana Augustalia, Kühn, Ulm, 1649.

- Œuvres écrites en allemand :
- Allgemeine und General Reformation der gantzen weiten Welt, Wessel, Kassel, 1614.
- Ein Geistlich Gemäld […] Von Herrn Huldrich StarckMann […] entworffen und auffgezeichnet, Werlin, Tübingen, 1615.
- Fama Fraternitatis oder Entdeckung der Brüderschafft des löblichen Ordens deß RosenCreutzes, Hünefeld, Danzig, 1615.
  - Nachdruck, Kassel, 1616.
  - Nachdruck, Frankfurt am Main, 1617.
- Vom Besten und Edelsten Beruff des wahren Diensts Gottes wider der Welt verkehrtes und unbesonnenes Urtheil, Zetzner, Straßburg, 1615.
- Geistliche Kurtzweil zu Ergetzligkeit einfältiger Christen mitgetheilt, Zetzner, Straßburg, 1619.
- Practica Leonis Viridis, das ist : Der rechte und wahre fusteig zu dem koniglichen chymischen hochzeit saal F.R.C., 1619.
- Christliche Leichpredig bey der Begräbnis des Pauli Ruckheri, Werlin, Tübingen, 1627.
- Die Augspurgische Confession. Auff das einfältigste in ein Kinderspil gebracht, Straßburg, 1631.
- Sumarischer Extract deren in dem löblichen Hertzogthumb Würtemberg wolhergebrachter Evangelischer Kirchenzucht und Ordnungen, Rößlin, Stuttgart, 1639.
- Ehrengedächtnuß deß Christlichen Lebens, gedultigen Leidens, und seligen Sterbens deß weilund Wolehrwürdig: und Hochgelehrten Herren, M. Johann Cunradi Goebelii, Rößlin, Stuttgart, 1644.
- Lied Mit Freuden will ich singen in dieser Morgenstund (EG 663 in Baden-Württemberg).
- Theophilus, Nachdruck: Henninger, Heilbronn, 1878 (Digitalisat in der Digitalen Bibliothek Mecklenburg-Vorpommern).

## Dans la littérature
- Jorge Luis Borges le mentionne brièvement dans sa nouvelle Uqbar, Tlön, Orbis Tertius dans son livre Ficciones (1944).
- Umberto Eco le mentionne tout au long de son roman Le Pendule de Foucault (1988).